# Дружная (Курская область)
Дружная — деревня в Курчатовском районе Курской области. Административный центр Дружненского сельсовета.

## География
Расположена в правобережье реки Реут, примыкает к южным окраинам посёлка Иванино. Находится в 7 км к юго-западу от Курчатова, в 6 км к югу от Курской АЭС, в 43 км к западу от Курска.
Улицы
В деревне есть улица Первомайская.
Климат
В деревнe Дружная умеренный (влажный) континентальный климат без сухого сезона с тёплым  летом (Dfb в классификации Кёппена).
| Показатель                                                                   | Янв. | Фев. | Март | Апр. | Май  | Июнь | Июль | Авг. | Сен. | Окт. | Нояб. | Дек. | Год  |
| ---------------------------------------------------------------------------- | ---- | ---- | ---- | ---- | ---- | ---- | ---- | ---- | ---- | ---- | ----- | ---- | ---- |
| Средний суточный максимум, °C                                                | −3,9 | −2,9 | 3    | 13,2 | 19,5 | 22,8 | 25,3 | 24,7 | 18,3 | 10,7 | 3,5   | −1,1 | 11,1 |
| Средняя температура, °C                                                      | −6   | −5,5 | −0,6 | 8,4  | 14,9 | 18,5 | 21   | 20,1 | 14,1 | 7,4  | 1,3   | −3   | 7,6  |
| Средний суточный минимум, °C                                                 | −8,5 | −8,6 | −4,7 | 2,9  | 9,2  | 13,1 | 15,9 | 15   | 9,8  | 4    | −1    | −5,2 | 3,5  |
| Норма осадков, мм                                                            | 51   | 44   | 48   | 50   | 63   | 70   | 74   | 54   | 57   | 57   | 47    | 49   | 664  |
| Источник: Погода по месяцам c ru.climate-data.org(дата обращения: Июнь 2021) |      |      |      |      |      |      |      |      |      |      |       |      |      |

## История
В 1966 г. указом президиума ВС РСФСР деревня Дурновка переименована в Дружная.

## Население
| 2002 | 2010 |
| ---- | ---- |
| 616  | ↘526 |

## Инфраструктура
Администрация сельского поселения. Личное подсобное хозяйство. На 3 июня 2021 года 147 домов.

## Транспорт
Дружная находится в 34 км от федеральной автодороги М2 «Крым», в 0,5 км от автодорог регионального значения 38К-017 (Курск – Льгов – Рыльск – граница с Украиной) и 38К-010 (M2 – Иванино), в 18 км от автодороги 38К-004 (Дьяконово – Суджа – граница с Украиной), в 7,5 км от автодороги межмуниципального значения 38Н-086 (38К-004 – Любимовка – Имени Карла Либкнехта), на автодороге 38Н-090 (38Н-086 – Колпаково – Иванино), в 3 км от ближайшей ж/д станции Лукашевка (линия Льгов I — Курск). Остановки общественного транспорта.
В 133 км от аэропорта имени В. Г. Шухова (недалеко от Белгорода).